# روستای ریکوانی
روستای ریکوانی (به لاتین: Rikvani village) یک منطقهٔ مسکونی در روسیه است که در داغستان واقع شده‌است. روستای ریکوانی ۷۱۷ نفر جمعیت دارد.